# Kazal László
Kazal László (Budapest, 1911. február 27. – Budapest, 1983. május 10.) magyar színész, énekes, dalszerző, komikus, érdemes művész (1966).

## Élete

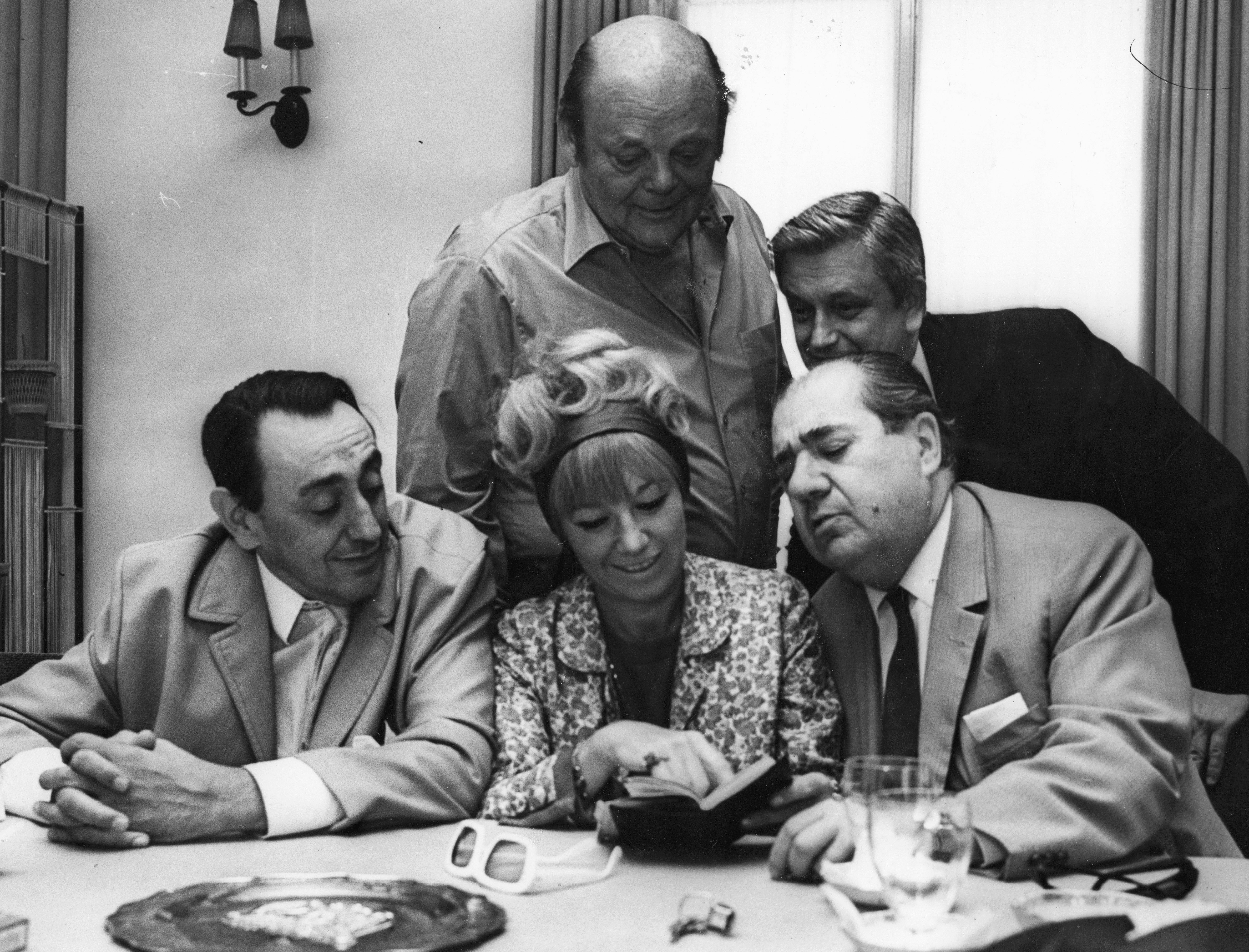
Kibédi Ervin, Géczy Dorottya és Hlatky László, mögöttük Kazal László

### Családja
Budán, a Kruspér u. 5. szám alatt született. Egy testvére volt, Kazal Gábor. Édesapja a Földművelésügyi Minisztériumban volt hivatalnok, akit az első világháború kezdetekor besoroztak, és 1917-ben elesett. Édesanyja egy kis vendéglőt nyitott, és ennek szerény jövedelméből tartotta fenn a családot.
Első felesége Hafinecz Ilona színésznő volt, akivel 1934. február 3-án, Kalocsán házasodtak össze, 1960-ban született gyermekük Kazal Kinga. A Vidám Színpadnál dolgozott, amikor megismerkedett második feleségével, Balogh Erzsi komikával, aki az 1959-ben indult és 2007-ig futott A Szabó család című rádiós sorozatban Bandi feleségét, Irént alakította, s 2008-ban hunyt el, közös gyermekük nincs.

### A színészségig
Kazal László rosszul tanult. Később maga mesélte el, hogy a második osztályban 12 tárgyból bukott és csak testnevelésből és énekből ment át. A bukás után édesanyja nem tudta tovább fizetni az iskoláztatását, így kimaradt és újságkihordónak állt, később egy divatkereskedésben lett kifutófiú, majd borfiú, még később borpincér a Gellért Szállóban. Innen elbocsátották, mert visszafeleselt a főpincérnek. Évekkel később a Barta és Társa Elektromos Műveknél dolgozott, ahová már azért szegődött, hogy színésznek tanulhasson. Esténként, munka után Rákosi Szidi színiakadémiájára kezdett el járni, amit 1929-ben végzett el.

### A Vidám Színpadig
Már tanulmányai kezdetén színpadon játszhatott, egy operettben statisztált a Király Színházban. A színiiskola után a Bethlen téri színházban lépett fel. Később Miskolcon jutott segédszínészi álláshoz. Táncos bonviván szerepeket kapott, és eljátszhatta Ádám szerepét is Az ember tragédiájában, de miután összeverekedett az ügyelővel, elbocsátották. Küszködve jutott újra álláshoz Csongrádon, ahol komolyan vették és két év alatt rengeteg szerepet játszott el.
1936-tól egy beugró szerep eljátszása után (Bársony Rózsival és Latabár Kálmánnal) Budapesten lett szabadúszó. Állandó szerződést a siker ellenére sem kapott, ezért mellékállásokból kellett fenntartania magát: nyakkendőket készített, dzsesszdobos volt, parkett-táncos és bárénekes. Egy énekes szereplése láttán fedezték fel és az 1930-as évek második felére ismert slágerénekes lett. Fellépései megszaporodtak a színpadon is. 1938-ban a Tonalit Gramophon Rt. hivatásos gramofon-énekese lett. Az 1940-es évek elején egy időre Nagykőrösre költözött, zenés-műsoros esteket adott vidéken és a fővárosban is. 1943 elején a fővárosi Komédia színpadon játszott. Később a Royal Varietéhez került, ezt azonban a német megszállók 1944. március 19-én bezárták, és Kazal a besorozást elkerülendő a háború végéig bujkálni kényszerült, Budán. 
Ennek ellentmond, hogy Tobak Tibor Pumák földön-égen című visszaemlékezésében arról ír, Kazal 1944 szeptemberében többször is fellépett a veszprémi Pannónia szállóban, ahol a 101. Puma vadászrepülő ezred tagjai számára adott műsort. Bátyja, Kazal Tibor ugyanis szintén repülőtiszt volt, századosi rendfokozatban szolgált. Tobak szerint Kazal erősen ivott, az előadások után rendkívül ittas állapotba került. Később a „Pumaszállást” is felkereste, azaz a vadászpilóták szállását, ahol szintén italozott a pilótákkal, olyannyira, hogy még egy motorkerékpárhoz félretett üveg benzinbe is beleivott. Ennek fényében valószínű, hogy a sorozás elől való állítólagos bujkálása a háború után gyártott legenda volt, hogy az új rendszerben egykori üldözöttként, katonaszökevényként megfelelő kádernek minősüljön.
Budapest ostroma után először a Kamara Varietében kapott munkát, de emellett számos más színházban is fellépett, beleértve a Fővárosi Operettszínházat. 1949-ben a Magyar Néphadsereg Színházától kapott szerződést, a következő évben pedig a Vidám Színpadtól, ahol egészen haláláig, több mint negyed évszázadig játszott, és egy ízben rendezett is.

## Az ötvenes évektől

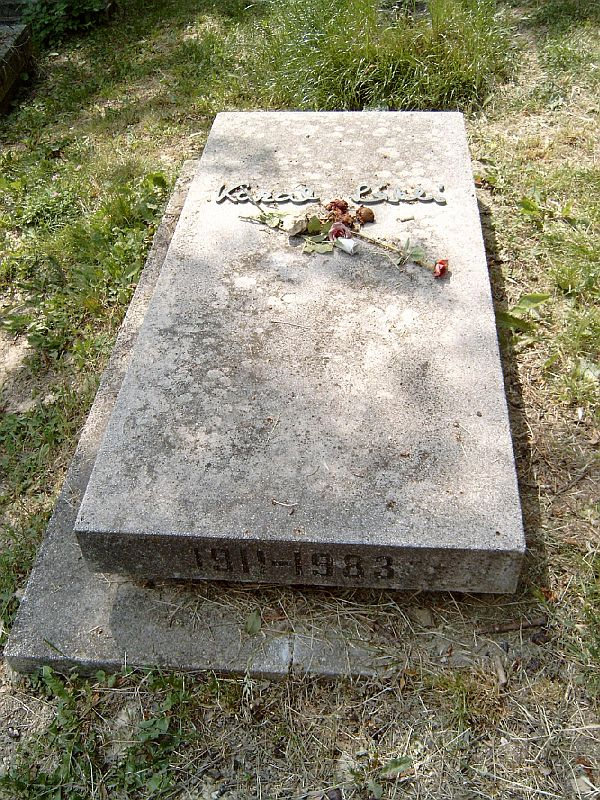
Kazal László sírja Budapesten. Farkasréti temető: 25-9-14

Az 1950-es években főleg táncdalénekesként ismerték, slágereket és a politikusok kedvére mozgalmi dalokat egyaránt énekelt. A televízió megjelenésével gyakran lépett fel kuplékkal, kabarészámokkal a képernyőn, ami tovább növelte népszerűségét: „a Kazal” generációk számára vált fogalommá.
Szívesen játszott volna „komoly” szerepeket is, a komikus szerep azonban ráragadt. Moldova György Légy szíves, Jeromos című darabjában 1962 szeptemberében mégis kapott egy komoly szerepet, és alakítása emlékezetes volt abban is.
1967 decemberében családjával Kertész Sándor meghívására Kanadába utazott, ahol nagy sikerrel fellépett a Torontói Művész Színház 10. születésnapi gálaestjén. 1969 decemberében visszatért oda, és feleségével együtt ismét nagy sikerrel, zsúfolt nézőtér előtt a torontói Ryerson színházban lépett fel.
Utoljára a Salamon Bélára emlékező tévéműsorban szerepelt, ahol elmesélte, hogy amikor a már súlyos beteg Salamon Béla szerepét játszotta a Vidám Színpadon, egy este pizsamában megjelent a színházban Salamon, átvette a szerepet, majd hazament és meghalt. Az emlékműsor felvételét követően Kazal László is meghalt; a műsor adásba kerülését sem érte meg.

## Ismert slágerei
A táblázat adatai a Színház- és Filmművészeti Egyetem katalógusából, egy hanglemez-katalógusból, a gramofon online honlapról és az ISWC szolgáltatótól származnak.
| Szerzők                                                   | cím                                                              | ISWC kód    |
| --------------------------------------------------------- | ---------------------------------------------------------------- | ----------- |
| Márkus Alfréd–Weiner István                               | Ali baba                                                         | T0070316265 |
| Fényes Szabolcs–Pártos Jenő                               | A nevető ember                                                   | T0070039610 |
| Szerdahelyi Zoltán–Erdőfi Imre                            | A füttyös                                                        |             |
| Jerry Bock–G. Dénes György                                | A komikus búcsúja (na zdarovje; на здоровье)                     |             |
| Márkus Alfréd–Harmath Imre                                | Az én babám egy fekete nő                                        | T0070072353 |
| Csanak Béla–Hajnal Gábor                                  | Az öszvér és a csikó                                             | T0070915126 |
| Eisemann Mihály–Huzly Imre                                | A pénz beszél (Lány a talpán)                                    | T0071748225 |
| Szerdahelyi Zoltán–Erdőfi Imre                            | Babuka                                                           | T0070969059 |
| Kisjó Sándor                                              | Tudományos borkóstolás                                           |             |
| Fehér István–Ilniczky László                              | Bolíviában                                                       | T0070319173 |
| Jacques Offenbach–Nádasdi László                          | Cippzár                                                          |             |
| Dégel Károly–D. Bánhegyi Márta                            | Csilingel a villamos                                             |             |
| Tóth Endre–Tibor György                                   | Csoda gyors                                                      |             |
| Fényes Szabolcs–Szenes Iván                               | Dal az utcaseprőről                                              | T0070983866 |
| Szűcs János–Török Rezső                                   | Dal a Lázár kádár lányáról                                       |             |
| Szlatinay Sándor–Aszlányi Károly                          | Darumadár, ha elszállsz (a Bercsényi huszárok)                   |             |
| Csanak Béla–Rácz György                                   | Dúdolom, dalolom                                                 | T0070915091 |
| Kerekes János–Szenes Iván                                 | Egy dunaparti csónakházban                                       | T0070057372 |
| Eldo di Lazarro-Cherubini–Rákosi János                    | Egy kis kíváncsi kacsa (Reginella campanola)                     |             |
| Behár György–Romhányi József                              | Egy százlábú lesántulásának szomorú története                    |             |
| ukrán népdal (Ой не ходи, Грицю)                          | Egy kis történelem (Yes, My Darling Daughter)                    | T0104355034 |
| Seress Rezső                                              | Egyszer fent és egyszer lent a kerék                             | T0070089110 |
| Márkus Alfréd                                             | Egyveleg Márkus Alfréd dalaiból                                  | T0070908938 |
| Ötvös Marcell–Brand István                                | Elefánt csa csa                                                  | T0070895894 |
| Horváth Jenő–Halász Rudolf                                | Este fess a pesti nő                                             | T0071751182 |
| Vince Ottó–Innocent Vince Ernő                            | Eszpresszó keringő (Major Idával)                                | T0070099885 |
| Martiny Lajos                                             | Ez a conga                                                       | T0071179253 |
| Donaldson Walter–Kahn Guss–G. Dénes György                | Ez történt Lellén (Making Hoopee)                                | T0701079335 |
| Donaldson Walter–Kahn Guss–G. Dénes György                | Ez történt Lellén (Making Hoopee) változott szöveg (römizett)    |             |
| Doleskó Béla–Segesdy László                               | Egy kicsi liba-liba (Gá-gá)                                      | T0071926492 |
| Eisemann Mihály–Zágon István                              | Fekete Péter                                                     | T0070961839 |
| Behár György–Szenes Iván                                  | Fütyülök én a twistre                                            | T0071746865 |
| Georges Bizet–Pártos Jenő                                 | Gyöngyhalász                                                     | T0071907066 |
| Garai Imre                                                | Gyia ló                                                          | T0070041121 |
| Szerdahelyi Zoltán–Erdőfi Imre                            | Hétvégi pihenő (Egy kirándulás)                                  | T0071316852 |
| Eisemann Mihály–Békefi István                             | Ha valaki szereti az urát                                        |             |
| Gojtejn György-Rákosi János                               | Ha szól a vekker                                                 |             |
| Lóránd György–Szerdahelyi Zoltán–Szenes Iván              | Három aranyásó                                                   | T0070066748 |
| Sipos István–Rákosi János                                 | Hát ide figyelj Lajos!                                           | T0070087023 |
| Fényes Szabolcs–Harmath Imre                              | Hej, ripityom, ripityom (Noszty fiú esete)                       |             |
| Szlatinay Sándor–Mihály István                            | Hogy nincs pénzem nem bánom                                      | T0072037832 |
| Janh Antal–Pártos Jenő                                    | Hogyha az a bajod                                                | T0070052491 |
| Ilniczky László–Kőszegi Pál                               | Hogyha engem megbecsülsz                                         |             |
| Horváth Jenő–Jahn Antal–Halász Rudolf                     | Jaj a Helén                                                      | T0071066506 |
| Beamter Jenő–Solymosi Lajos–Kovách Aladár                 | Jaj, mással beszél                                               |             |
| Fényes Szabolcs–Szilágyi László                           | Jaj, a Sári (Tokaji aszú)                                        |             |
| Pártos Jenő                                               | Jó ember a tömbmegbízott                                         | T0071262275 |
| de Fries Károly–Szécsén Mihály                            | Ilyenek a férfiak (Egy kis birtok)                               | T0071942476 |
| Darázs István–Major Tamás                                 | Kalauz Jutka                                                     | T0070029478 |
| Glenn Miller                                              | Kell a swing (In the Mood)                                       |             |
| Gádor Béla                                                | Kérek egy fröccsöt                                               |             |
| Fényes Szabolcs–Szenes Iván                               | Kétszer kettő néha öt                                            | T0070005821 |
| Tardos Péter–Zágon István                                 | Kint sincs senki, bent sincs senki                               | T0071340754 |
| Nádas Béla                                                | Kisebb lett a kalapom                                            | T0071223487 |
| Forray Ernő–Loránd György                                 | Kisvasút                                                         | T0070990703 |
| Csanak Béla–Rácz György                                   | Kottába foglalom a nevedet                                       |             |
| Szenkár Dezső–Garai Imre                                  | Lengyelke                                                        |             |
| Eisemann Mihály–Harmath Imre                              | Lesz maga juszt is az enyém                                      | T0071748178 |
| Márkus Alfréd–Harmath Imre                                | Lesz még a ridikülbe                                             | T0070045407 |
| Erdélyi Mihály                                            | Lesz még nekünk szebb életünk (Aranysárga falevél)               |             |
| Eisemann Mihály                                           | Maga nős, vagy boldog (Tokaji aszú)                              |             |
| Sallai Misi                                               | Mecseki induló (Mecseki itóka)                                   |             |
| Gyöngy Pál–Szenes Iván                                    | Megyen a hegyen a turista                                        | T0070043729 |
| Remethey László–Kovács Tamás                              | Miből élnek tulajdonképpen az emberek                            |             |
| Fényes Szabolcs–Mihály István                             | Mondd meg nyíltan (Ragaszkodom a szerelemhez)                    |             |
| Zágon István–Herrer Pál                                   | Mondd, mit kacsintgatsz                                          |             |
| Sas László–Rákosi János                                   | Mosolyogjon már, kartársnő                                       |             |
| Breitner János–Király Dezső                               | Ne lépj a tilosba (kuplé)                                        |             |
| ?                                                         | Nekem a horgászás az örömöm (Sportra van…)                       |             |
| Bródy Tamás–Nádasi–Szenes Iván                            | Nekem mégis szép                                                 |             |
| Seress Rezső                                              | Nem az a fontos, az ember hány éves                              | T0070007963 |
| Kepf István–Nádas Béla                                    | Nevetni kell!                                                    | T0070057145 |
| Hárer Győző–Németh László                                 | Óbuda                                                            | T0070044664 |
| Márkus Alfréd–Weiner István                               | Oly jó ez a vasárnap                                             | T0070072308 |
| Márkus Alfréd–Békeffy István–Vadnay László                | Oly jól csúszik ez a banánhéj                                    | T0070072319 |
| Loránd György–Sólyom Károly                               | Oly szép az élet                                                 |             |
| Nyilas János                                              | Pálinkafőzési tanácsadó                                          |             |
| Eisemann Mihály–Dalos László                              | Popocatepetl, ó                                                  | T0070001272 |
| Pártos Jenő                                               | Purzicsán                                                        | T0071240179 |
| Rákosi János–Jáhn Antal                                   | Percenként mást akarsz                                           |             |
| Horváth Jenő–Rákosi János                                 | Öregszel Józsi                                                   | T0071751193 |
| Márkus Alfréd–Harmath Imre                                | Ragyog az ég                                                     | T0071042153 |
| Gordon Mack–G. Dénes György                               | Rajtunk már a válás sem segít (This is the beginning of the end) |             |
| De Fries Károly–Szécsén Mihály                            | Rendes férj                                                      | T0070038515 |
| Pártos Jenő                                               | Sej, diri-dongó                                                  |             |
| Nádas Béla                                                | Sós volt a levesem                                               |             |
| Bágya András–Garai Imre                                   | Sosem ér rá                                                      |             |
| Márkus Alfréd–Garai Imre                                  | Stux, maga vérbeli párizsi lett                                  | T0070072331 |
| ?                                                         | Sundám bundám csóresz (kuplé)                                    |             |
| Eisemann Mihály–Jary Michael–Füredi Imre                  | Száll a hinta (Heten, mint a gonoszok)                           | T8007631337 |
| Eisemann Mihály–Jary Michael–Huzly Imre                   | Száll a hinta (Heten, mint a gonoszok)                           | T0071931402 |
| Tardos Péter–Darvas Szilárd                               | Száz szónak is egy a vége                                        | T0070937175 |
| Lőrinczy Pál–Mihály István                                | Szerelmi abc                                                     | T0070067661 |
| Majláth Júlia–Szenes Iván                                 | Szénát hordanak a szekerek                                       | T0070068222 |
| Forrai György–Zágon István                                | Szüreti vásár                                                    |             |
| Seress Rezső                                              | Szeressük egymás gyerekek                                        | T0072025774 |
| Posford George–Grun Bernard–Maschwitz Erik–Radó István    | Szól a balalajka (At the balalaika)                              |             |
| Ötvös Marcell–G. Dénes György                             | Telefonkönyv polka                                               | T0070040402 |
| Garai Imre–Schamburg Pál                                  | Teljes gőz                                                       |             |
| Lőrinczy Pál–Szenes Iván                                  | Tíz perc az nagy idő, Elemér                                     | T0071169351 |
| Szerdahelyi Zoltán–Fülöp Kálmán                           | Tökfilkó                                                         | T0070092657 |
| Szerdahelyi Zoltán–Erdőfi Imre                            | Troli-troli buszra vártam én                                     | T0071764754 |
| Garai Imre                                                | Vágtass, fakó                                                    |             |
| Hajdú Júlia–Kristóf Károly                                | Van annak, aki el nem issza                                      |             |
| Garai Imre                                                | Vígan él a favágó                                                | T0070041245 |
| De Fries Károly–Szécsén Mihály                            | Volt egy édes kiskutyám                                          | T0071750816 |
| Szamuil Jakovlevics Marsak–Szerdahelyi Zoltán-Erdőfi Imre | A csomag (eredeti cím: Багаж)                                    |             |
| Majláth Júlia–Szabó Sándor                                | Zene reggel, délben, este                                        |             |

## Lemezei

### 78-as fordulatszámúak
- Hát ide figyelj, Lajos (vidám fox) Sipos – Rákosy, Durium zenekar, ének: Kazal László (DAC 44.266 5730-153) / Percenként mást akarsz (quick-step) ifj. Jahn – Rákosy, Durium zenekar, ének: Kazal László (DAC 44.266 5731-154/2)
- Ha gazdag leszek megint (fox) Márkus Alfréd – Halász Rudolf, Durium zenekar, ének: Kazal László (10 DAC 46.327 5324/2) / Egy kis történelem – Yes, my Darling (swing-fox) Pártos Jenő, Durium zenekar, ének: Kazal László (10 DAC 46.327 5323/2)

### 33-as fordulatszámúak
- Kazalkabaré (EPM 16697)

### 45-ös fordulatszámúak
- Sosem ér rá (Garai–Bágya) / Dunaparti csónakházban (Kerekes – Szenes)
- Csoda gyors (Kőszegi P. – Ilniczky L.) / Hogyha engem megbecsülsz (Tibor Gy. – Tóth E.)
- Telefonkönyv-polka, Elefánt csa-csa, Örökzöld melódiák, egyveleg Márkus Alfréd műveiből (EP 7298)

## Filmszerepei
- Micsoda éjszaka! (1958) .... betörő